# Jimmy Rogers
Jimmy Rogers (Ruleville, 3 giugno 1924 – Chicago, 19 dicembre 1997) è stato un cantante e chitarrista statunitense blues, conosciuto soprattutto per essere stato membro della band di Muddy Waters.